# Lechenaultia pulvinaris
Lechenaultia pulvinaris är en tvåhjärtbladig växtart som beskrevs av Charles Austin Gardner. Lechenaultia pulvinaris ingår i släktet Lechenaultia och familjen Goodeniaceae. Inga underarter finns listade i Catalogue of Life.